# Гоголевский переулок (Таганрог)
Го́голевский переулок — один из самых оживлённых торговых переулков Таганрога (Ростовская область). Находится в центральной исторической части города.

## География
Расположен между улицами Петровской и Ломакина. Протяжённость 2340 м. Нумерация домов ведётся от Петровской улицы.

## История
Ярмарочный переулок был назван именем Н. В. Гоголя в 1909 году, в честь столетия со дня рождения писателя.

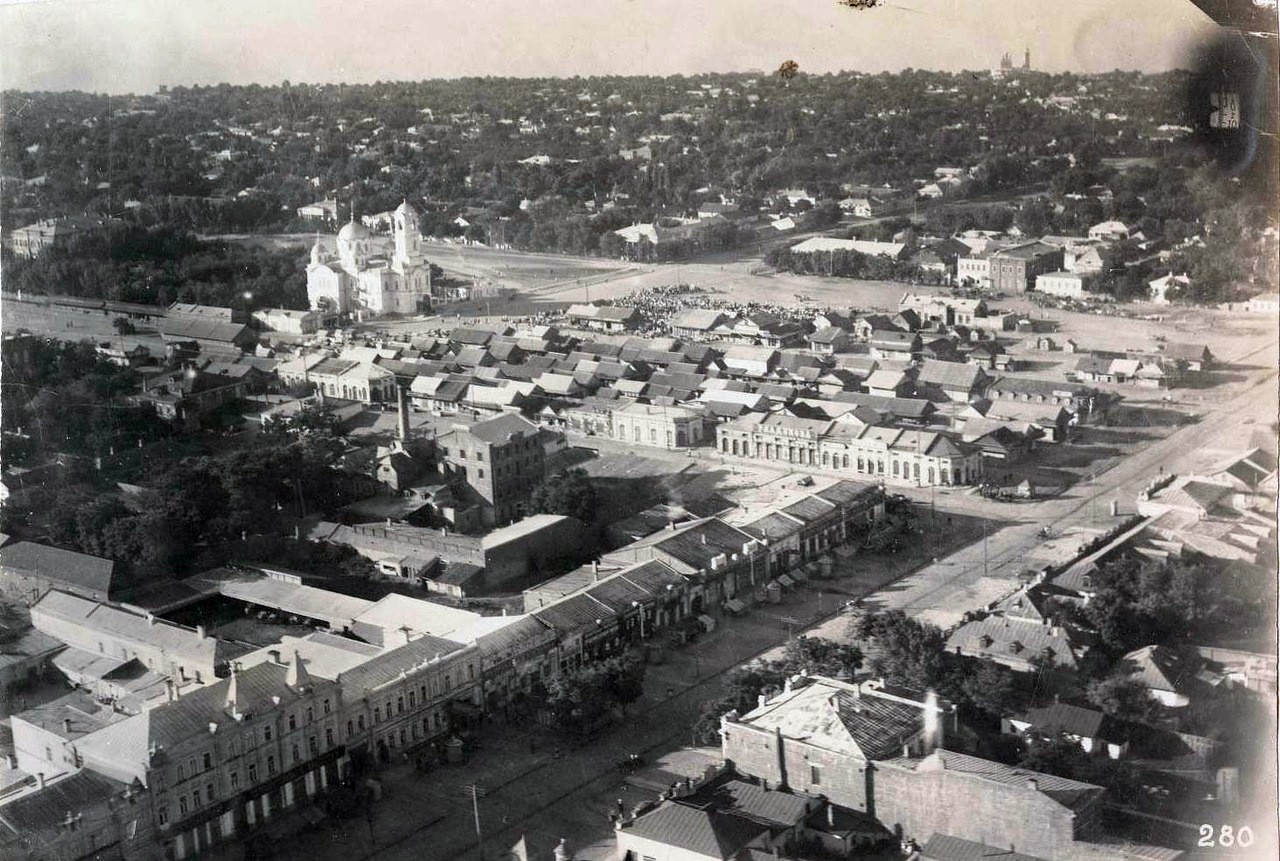
Гоголевский переулок, 1918 год. Аэрофотосъемка, немецкая оккупация

Бывшее обозначение — Ярмарочный переулок, получивший название ввиду организаций ярмарок на месте сегодняшнего Центрального рынка. На углу Ярмарочного переулка и Александровской улицы, в доме Моисеева, находилась знаменитая лавка П. Е. Чехова, отца Антона Чехова. В настоящее время в этом доме располагается государственный музей «Лавка Чеховых».
Во время перестройки левая сторона переулка в районе Центрального рынка была застроена множественными торговыми ларьками.
В 2015 году мэрия Таганрога приняла решение о сносе этих ларьков, мотивируя своё решение тем, что эти ларьки, уродуя внешний облик переулка, даже не приносят в городской бюджет никакого дохода. Вслед за очищением переулка от ларьков городская администрация объявила о намерении заняться приведении в порядок фасадов старинных домов Гоголевского переулка.

## На улице расположены

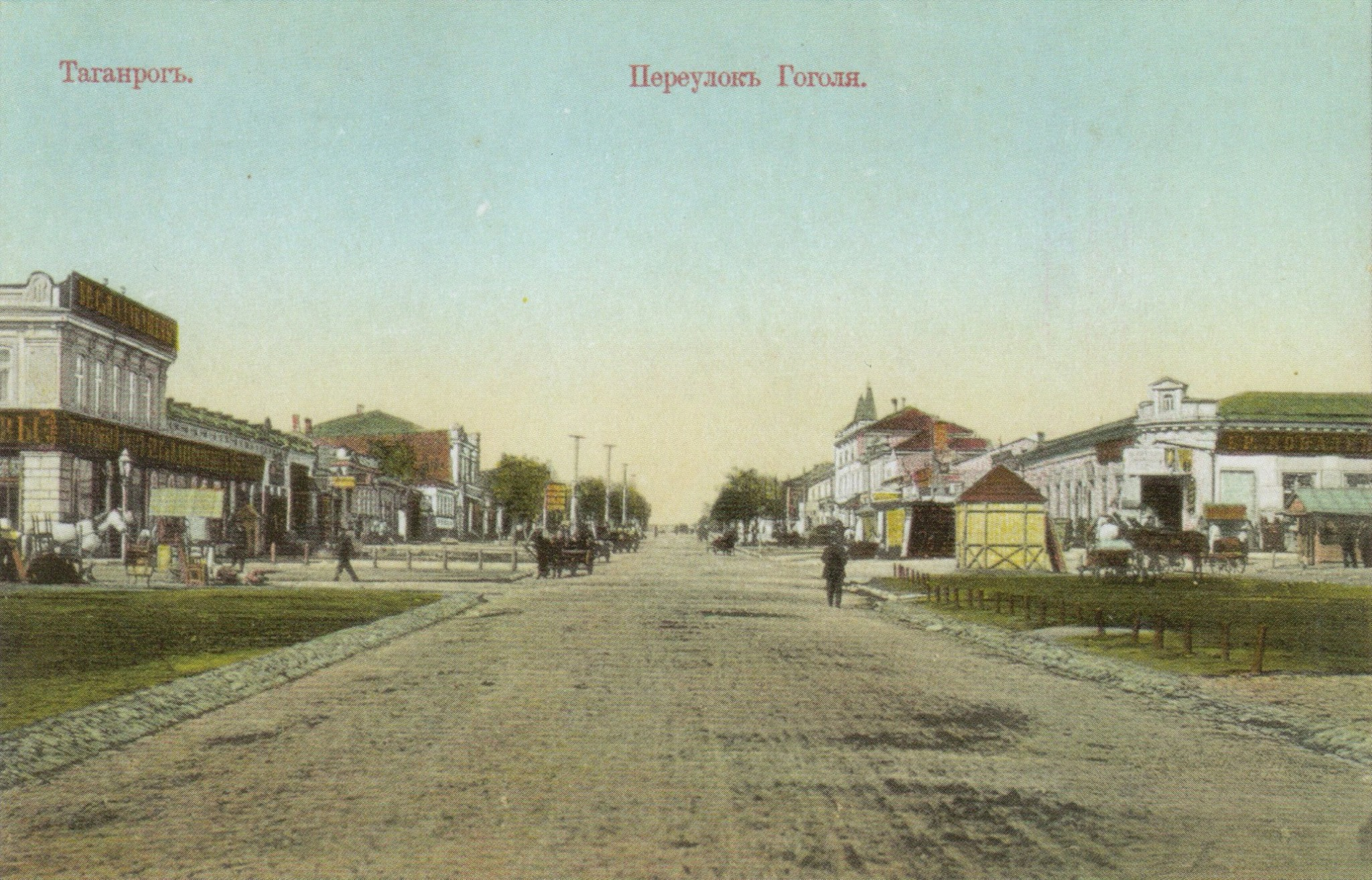
Таганрог, переулок Гоголя, фото до 1917 года

- Парк культуры и отдыха имени Горького (угол Петровской улицы и Гоголевского переулка)[7].
- Дворец молодёжи (угол Петровской улицы и Гоголевского переулка).[8]
- Музей градостроительства и быта (угол ул. Фрунзе и Гоголевского переулка).[9][10]
- Рынок «Радуга» (угол ул. Фрунзе и Гоголевского переулка).[11][12]
- Здание завода «Кузробот» — Таганрогский медиахолдинг: телеканалы ТНТ и СТС, газеты «Таганрог» и «Новый Взгляд» — Гоголевский пер., 6.
- Музей «Лавка Чеховых».[3][4]
- Дом Трудолюбия, основанный для обучения детей из еврейских семей Яковом Поляковым (Гоголевский пер., 114).
- Два универсама «Пятёрочка» (Гоголевский пер., 10 и 34).
- Центральный городской рынок.

## Памятники
- Памятник Михаилу Таничу (проект)[13]. Мемориальный знак на месте будущего памятника установлен в 2013 году[13][14].
- Скульптурная композиция «Меркурий» (скульптор Дмитрий Лындин, 2012).
- Скульптурная композиция «Толстый и тонкий» (скульптор Давид Бегалов, 2011)[15]

## Интересные факты
- На Центральном рынке, на месте павильона «Молоко, мёд, сало, птица», ранее располагалась Митрофаниевская церковь, снесенная в 1936 году[16].